# Sramkó Jenő
Sramkó Jenő (Debrecen, 1916 – 1990. május 6.) magyar nemzetközi labdarúgó-játékvezető.

## Pályafutása
A játékvezetői vizsgát 1950-ben szerezte meg, 1957-ben lett a legfelső szintű labdarúgó-bajnokság játékvezetője.
A Magyar Labdarúgó Szövetség (MLSZ) 1959-ben terjesztette fel nemzetközi játékvezetőnek, a FIFA bíróinak keretébe. Több nemzetek közötti válogatott és klubmérkőzést vezetett. Nemzetközi játékvezetői pozícióját 1962-ig megőrizte.
1958. június 1-jén Varsóban a Lengyelország–Skócia mérkőzés játékvezetője volt, ahol a skótok győztek 2–1-re.
1960. április 9-én vezette a Skócia–Anglia mérkőzést Glasgow-ban, ahol Kosziner Vilmos és Zsolt István voltak a partjelzők. A mérkőzés végeredménye 1–1 lett.

## Statisztika

### Nemzetközi válogatott mérkőzései
| #  | Dátum            | Helyszín                       | Hazai         | Eredmény | Vendég   | Kiírás             | Gólok | Esemény |
| -- | ---------------- | ------------------------------ | ------------- | -------- | -------- | ------------------ | ----- | ------- |
| 1. | 1958. június 1.  | Varsó, Stadion Dziesięciolecia | Lengyelország | 1 – 2    | Skócia   | barátságos         | -     |         |
| 2. | 1960. április 9. | Glasgow, Hampden Park          | Skócia        | 1 – 1    | Anglia   | brit házibajnokság | -     |         |
|    | Összesen         |                                |               | 2        | mérkőzés |                    |       |         |